# Walt Lautenbach
'Walter Henry "Walt" Lautenbach (New Holstein, Wisconsin, 17 de noviembre de 1922-Wildwood, Florida, 9 de septiembre de 1997) fue un jugador de baloncesto estadounidense que disputó una temporada en la NBA, y dos más en la NBL. Con 1,88 metros de estatura, jugaba en la posición de escolta.

## Trayectoria deportiva

### Universidad
Jugó durante su etapa universitaria con los Badgers de la Universidad de Wisconsin, siendo elegido en 1947 en el segundo mejor quinteto de la Big Ten Conference, tras promediar 7,6 puntos por partido.

### Profesional
Comenzó su carrera profesional en los Oshkosh All-Stars de la NBL, donde jugó dos temporadas, siendo la más destacada la primera, en la que promedió 5,9 puntos por partido.
En 1949 el equipo desapareció, adquiriendo sus derechos la franquicia de Milwaukee, quienes la traspasaron a los Sheboygan Redskins de la NBA. En su nuevo equipo jugó una temporada en la que promedió 4,3 puntos y 2,3 asistencias por partido.

## Estadísticas de su carrera en la NBA

### Temporada regular
| Temporada | Edad | Equipo             | Liga | Pos. | P  | TC  | TCA | %TC  | TL  | TLA | %TL  | ASIS | FP  | PTS |
| 1949-50   | 27   | Sheboygan Redskins | NBA  |      | 55 | 1.8 | 6.0 | .301 | 0.7 | 1.0 | .691 | 1.3  | 2.2 | 4.3 |
| Total     |      |                    | NBA  |      | 55 | 1.8 | 6.0 | .301 | 0.7 | 1.0 | .691 | 1.3  | 2.2 | 4.3 |